# Espins
Espins település Franciaországban, Calvados megyében. Lakosainak száma 246 fő (2022. január 1.). Espins Croisilles, Fresney-le-Vieux, Les Moutiers-en-Cinglais, Saint-Laurent-de-Condel és Cesny-les-Sources községekkel határos.

## Népesség
A település népességének változása:
| Lakosok száma | 158  | 175  | 199  | 229  | 220  | 229  | 245  | 250  | 250  | 246  |
|               | 1968 | 1982 | 1990 | 2006 | 2013 | 2015 | 2017 | 2019 | 2020 | 2022 |